# Lưu Khiêm (Bắc Tống, người Bác Châu)
Lưu Khiêm (chữ Hán: 劉謙, 950 – 1009), người huyện Đường Ấp, phủ Bác Châu, lộ Hà Bắc , tướng lãnh nhà Bắc Tống.

## Thân thế
Ông cụ là Lưu Trực, nhờ thuần hậu mà có tiếng ở quê nhà. Trong làng có kẻ trộm áo của Trực, Trực biết mà không hỏi. Châu tướng dò biết, sai người giành lại chiếc áo ấy; Trực cũng không tố cáo kẻ trộm, mà gọi hắn ta đến để trao lại chiếc áo. Trực nói trớ rằng: "Áo bị lạc mất từ xưa, chẳng cần lấy lại." Châu tướng cảm động, muốn tặng vàng lụa, Trực từ chối mà bỏ về.
Cha là Lưu Hãn, tính hào hiệp trượng nghĩa, dám làm dám chịu. Cuối đời Ngũ Đại, giặc cướp rất nhiều, Hãn đưa bộ hạ chặt đứt cầu nổi ở Thiều Châu khiến bọn giặc tan vỡ, thừa cơ dụ bắt vài mươi người, còn chu cấp lương thảo cho quan quân, nên được bổ làm Nội Hoàng trấn tướng. Hãn nhân có việc đến quán rượu, đúng lúc bọn cướp tụ tập cướp bóc, bèn dùng kế giết hết bọn chúng, đem đầu đến gặp Tây Kinh lưu thủ Hướng Củng, được bổ làm Tỷ Thủy trấn tướng, ít lâu sau được làm Tán đô đầu. Đầu đời Bắc Tống, Hãn được thăng làm Hứa Châu Long Vệ phó chỉ huy sứ. Gặp dịp quân Tống đánh Nam Hán, Hãn được làm tiền phong. Sau khi trở về, Hãn được đổi làm Đồng Châu đô hiệu. Không rõ Hãn mất khi nào.

## Sự nghiệp
Khiêm từ nhỏ có tính khẳng khái, không câu nệ tiểu tiết. Ban đầu Khiêm đến Lĩnh Biểu (tức Lĩnh Nam) thăm cha, nhân đó được Lưu Hãn giao cho vàng lụa, đem về phương bắc để buôn bán. Khiêm quay về quê cũ Đường Ấp, bị ác thiếu ở hương lý làm nhục, không nén được giận, đánh chết hắn ta. Khiêm bỏ trốn đến kinh sư, rồi ứng mộ tòng quân, được bổ làm Vệ sĩ, dần được thăng đến Nội điện Trực đô tri.
Năm Chí Đạo đầu tiên (995), hoàng tử Triệu Hằng được lập làm thái tử, Khiêm được tăng bổ làm Cung vệ; Tống Thái Tông đích thân tuyển chư hiệu, thụ Khiêm làm Tây đầu Cung phụng quan, Đông cung Thân vệ đô tri, ban bào hốt (áo và hốt), ngoa đái (giày và đai), khí tệ (lễ khí bằng ngọc và lụa). Tống Chân Tông nối ngôi, Khiêm được trạc thụ làm Lạc Uyển sứ. Khiêm xuất thân quân ngũ, không quen chức vụ trong cung cấm, xin đổi trật, nên được đổi làm Điện tiền Tả ban chỉ huy sứ, còn được cấp cho bổng lộc như chư Tư sứ.
Năm Hàm Bình đầu tiên (998), Khiêm được thăng làm Ngự tiền Trung tá Mã bộ quân Đô quân đầu, lĩnh Cần Châu thứ sử, gia Điện tiền Hữu ban Đô ngu hầu. Tống Chân Tông thăm Đại Danh, đến Bắc Uyển, gặp lúc Khiêm có bệnh, được cho phép quay về chữa trị, nhưng ông khẩn khoản xin đi theo. Khiêm được đem hai con trai theo hầu, có thể nhờ cậy thầy thuốc của hoàng đế, còn được ngự trù chia thức ăn. Khỏi bệnh, Khiêm gỡ bộ yên cương của mình để tặng cho trung sứ, Chân Tông nghe được, ban cho 200 lạng bạc. Xa giá trở về, Khiêm được đổi làm Phủng Nhật Tả sương Đô chỉ huy sứ, lĩnh bổn châu Đoàn luyện sứ.
Năm thứ 4 (1001), Khiêm được thăng làm Phủng Nhật, Thiên Vũ Tứ sương Đô chỉ huy sứ, lĩnh bổn châu Phòng ngự sứ, quyền Điện tiền Đô ngu hầu. Bấy giờ Cao Hàn là Thiên Vũ Tả sương đô hiệu, có tên lính quịt nợ giết người, vùi thây trong doanh của Hàn, vài ngày sau thì bại lộ. Tống Chân Tông giận Cao Hàn mất kiểm soát, bắt ông ta vào gặp ở tiện điện. Khiêm lập tức bước ra tâu rằng: "Chức trách của Hàn là tuần tra và dạy dỗ chư quân, không thường xuyên ở doanh, việc xảy ra tại bản doanh nên trách quân đầu." Chân Tông tha tội cho Hàn.
Năm Cảnh Đức đầu tiên (1004), Khiêm được gia Thị vệ Mã quân Đô ngu hầu, đổi lĩnh Tầm Châu phòng ngự sứ, ít lâu được làm quyền Bộ quân Đô chỉ huy sứ. Mùa đông năm sau (1005), Khiêm được chế thụ chức Điện tiền Phó đô chỉ huy sứ, Chấn Vũ quân Tiết độ . Trước đó Khiêm ở chức quyền Điện tiền Đô ngu hầu đã lâu, bất chợt Tào Xán được cất nhắc chánh thụ chức này, khiến ông rất đỗi tức giận than thở. Đến nay Tào Xán được làm phó của Mã quân tư, còn Khiêm được thăng làm phó của Điện tiền tư. Triều đình thường cấp áo ấm cho lính đóng đồn ở Hà Bắc vào tháng 8 ÂL, Khiêm dâng lời rằng mùa đông ở biên thành đến sớm, xin cấp vào tháng 6 ÂL, từ đây về sau trở thành thông lệ. Ít lâu sau, Khiêm lấy cớ đau chân xin ra coi quận; Tống Chân Tông triệu kiến, vỗ về khích lệ ông.
Năm Đại Trung Tường Phù đầu tiên (1008), Tống Chân Tông làm lễ phong thiện ở Thái Sơn (sử cũ gọi là Đông phong), giáng chiếu cho Khiêm làm Đô tổng sơn hạ mã bộ chư quân, cùng Tây Kinh tả tàng khố phó sứ Triệu Thủ Luân tra xét cửa núi; bọn họ sắp xếp hợp lý, nên những người ghi chép về sự kiện mới lên núi được. Lễ xong, Khiêm được tiến thụ Đô chỉ huy sử, dời lĩnh Bảo Tĩnh quân Tiết độ.
Tháng 8 ÂL năm sau (1009), Khiêm mất, hưởng thọ 60 tuổi, được tặng Thị trung.

## Dị sự
Khi xưa Khiêm sắp tòng quân, đi xem bói với người ứng mộ cùng lúc với mình là Vương Nhân Đức, thầy bói trỏ Khiêm mà nói với Nhân Đức: "Mày chỉ đáng làm tên chăn ngựa của người này." Đến khi Khiêm nắm Điện tiền tư, Nhân Đức vẫn chỉ là tên lính phục vụ trong chuồng ngựa.

## Hậu nhân
Con trai là Lưu Hoài Ý, được làm đến Đông Nhiễm viện phó sứ, Lưu Hoài Thuyên được làm đến Nội điện sùng ban, Cáp môn chi hậu.